# Egipt na Letnich Igrzyskach Olimpijskich 1996
Egipt na Letnich Igrzyskach Olimpijskich 1996 reprezentowało 29 zawodników : 27 mężczyzn i 2 kobiety. Był to 15 start reprezentacji Egiptu na letnich igrzyskach olimpijskich.

## Skład kadry

### Boks
Mężczyźni
- Salim Kbary - kategoria średnia - 17. miejsce,
- Mahmoud Khalifa - kategoria półciężka - 17. miejsce,
- Amrou Moustafa - kategoria ciężka - 17. miejsce,
- Ahmed El-Said - kategoria superciężka - 9. miejsce

### Judo
Mężczyźni
- Bassel El-Gharbawy - waga półciężka - 21. miejsce,

Kobiety
- Heba Hefny - waga ciężka - 9. miejsce

### Piłka ręczna
Mężczyźni
- Ahmed El-Awady, Ahmed El-Attar, Ahmed Ali, Hosam Abdallah, Mahmoud Soliman, Gohar Mohamed, Yasser Mahmoud, Khaled Mahmoud, Ayman El-Alfy, Mohamed Bakir El-Nakib, Amro El-Geioushy, Ashraf Mabrouk Awaad, Ayman Abdel Hamid Soliman, Ahmed Belal, Saber Hussein, Sameh Abdel Waress - turniej mężczyzn - 6. miejsce

### Pływanie
Mężczyźni
- Tamer Hamed Zinhom - 50 m stylem dowolnym - 47. miejsce; 100 m stylem dowolnym - 47. miejsce; 100 m stylem motylkowym - 46. miejsce,

Kobiety
- Rania El-Wani - 50 m stylem dowolnym - 18. miejsce; 100 m stylem dowolnym - 19. miejsce; 200 m stylem dowolnym - 34. miejsce

### Podnoszenie ciężarów
Mężczyźni
- Tharwat Bendary - kategoria 99 kg - 11. miejsce

### Strzelectwo
Mężczyźni
- Mohamed Khorshed - trap - 45. miejsce,
- Moustafa Hamdy - trap - 49. miejsce

### Wioślarstwo
Mężczyźni
- Aly Ibrahim - jedynka - 8. miejsce

### Zapasy
Mężczyźni
- Mustafa Abd al-Haris Ramadan - styl klasyczny kategoria do 90 kg - 14. miejsce